# Portugalska SuperLiga 2006./07.
Liga betandwin.com 2006/07. je naziv za najviše portugalsko nogometno ligaško natjecanje. 
Igra se u sezoni 2006/07., od konca kolovoza 2006. do druge polovice svibnja 2007.

## Sustav natjecanja
Igra se po dvokružnom liga-sustavu gdje pobjednik za pobjedu dobije 3 boda, za neriješeni susret se dobije po 1 bod, a poraženi ne dobiva bod.

## Sudionici
Broj sudionika je u odnosu na lanjsku sezonu smanjen s 18 na 16.
Branitelj naslova prvaka je "Porto".
- Académica Coimbra
- Aves
- Belenenses
- Beira-Mar
- Sport Lisboa e Benfica
- Boavista
- Sporting Braga
- Estrela da Amadora
- Marítimo
- Nacional
- Naval
- Paços de Ferreira
- Porto
- Sporting Lisabon
- União Leiria
- Vitória Setúbal

## Rezultati

### 1. kolo
```
25.kol 2006.    FC Porto	              2 (2:0) 1	      Uniao de Leiria
26.kol 2006.	Beira-Mar		 2 (1:1) 2	 Desportivo das Aves
26.kol 2006.	Sporting Braga		 2 (0:0) 1	 Paços de Ferreira
26.kol 2006.	Sporting CP		 3 (0:1) 2	 Boavista FC
27.kol 2006.	Naval			 2 (1:0) 0	 Estrela da Amadora
27.kol 2006.	Marítimo		 1 (1:0) 0	 Nacional
28.kol 2006.	Vitória Setubal		 1 (0:0) 1	 Académica de Coimbra
21.pro 2006.	Benfica			 4 (2:0) 0	 Belenenses
```

### 2. kolo
```
08.ruj 2006.    Desportivo das Aves      0 (0:1) 1	      Sporting Braga
09.ruj 2006.	Nacional		 0 (0:1) 1	 Sporting CP
09.ruj 2006.	Boavista FC		 3 (1:0) 0	 SL Benfica
10.ruj 2006.	Paços de Ferreira	 2 (1:0) 1	 Marítimo
10.ruj 2006.	Belenenses		 2 (1:0) 0	 Vitória Setubal
10.ruj 2006.	Estrela da Amadora	 0 (0:0) 3	 FC Porto
10.ruj 2006.	Académica de Coimbra	 1 (1:0) 2	 Naval
11.ruj 2006.	Uni
ã
o de Leiria		2 (0:1) 2	Beira-Mar
```

### 3. kolo
```
16.ruj 2006.    Sporting CP	      0 (0:1) 1	     Paços de Ferreira
17.ruj 2006.	Marítimo		 0 (0:0) 0 	Desportivo das Aves
17.ruj 2006.	Académica de Coimbra	 1 (1:1) 1 	Belenenses
17.ruj 2006.	Beira-Mar		 2 (1:0) 0 	Estrela da Amadora
17.ruj 2006.	Benfica			 1 (1:0) 0 	Nacional
17.ruj 2006.	Naval			 0 (0:2) 2 	FC Porto
18.ruj 2006.	Sporting Braga	 	 0 (0:1) 1 	Uni
ã
o de Leiria
19.ruj 2006.	Vitória Setubal		 1 (0:0) 0 	Boavista
```

### 4. kolo
```
22.ruj 2006.    FC Porto		      3 (0:0) 0       Beira-Mar
22.ruj 2006.	Paços de Ferreira	 1 (0:1) 1 	 Benfica
23.ruj 2006.	Estrela da Amadora	 0 (0:0) 0 	 Sporting Braga
23.ruj 2006.	Desportivo das Aves	 0 (0:1) 2 	 Sporting
23.ruj 2006.	Belenenses		 0 (0:0) 0 	 Naval
24.ruj 2006.	Nacional		 1 (0:0) 0 	 Vitória Setubal
24.ruj 2006.	Boavista		 2 (1:1) 2 	 Académica de Coimbra
25.ruj 2006.	Uni
ã
o de Leiria		1 (0:0) 0 	Marítimo
```

### 5. kolo
```
29.ruj 2006.    Naval		     2 (0:0) 1	     Beira-Mar 
30.ruj 2006.  	Belenenses		0 (0:2) 2 	Boavista 	
01.lis 2006.  	Académica de Coimbra	1 (1:1) 3 	Nacional 	
01.lis 2006.  	Marítimo		2 (0:0) 1 	Estrela da Amadora 	
01.lis 2006.  	Benfica			4 (1:1) 1 	Desportivo das Aves 	
02.lis 2006.  	Sporting		2 (1:0) 0 	Uni
ã
o de Leiria 	
02.lis 2006.  	Vitória Setubal		1 (1:0) 1 	Paços de Ferreira 	
02.lis 2006.  	Sporting Braga		2 (1:1) 1 	FC Porto
```

### 6. kolo
```
13.lis 2006.    Beira-Mar		      0 (0:1) 3      Sp. Braga
14.lis 2006.  	FC Porto		 3 (1:0) 0 	Marítimo
14.lis 2006.  	Uni
ã
o de Leiria		0 (0:2) 4      Benfica
15.lis 2006.  	Paços de Ferreira	 1 (0:1) 1 	Académica de Coimbra
15.lis 2006.  	Desportivo das Aves	 1 (0:0) 2 	Vitória Setubal
15.lis 2006.  	Nacional		 2 (1:1) 1 	Belenenses
15.lis 2006.  	Estrela da Amadora 	 0 (0:1) 1 	Sporting
16.lis 2006.  	Boavista		 0 (0:0) 1 	Naval
```

### 7. kolo
```
20.lis 2006.    Belenenses	             1 (2:0) 0       Paços de Ferreira
21.lis 2006.  	Boavista		0 (0:2) 4 	Nacional
22.lis 2006.  	Académica de Coimbra 	2 (1:0) 0 	Desportivo das Aves
22.lis 2006.  	Vitória Setubal 	1 (1:1) 2 	Uni
ã
o de Leiria
22.lis 2006.  	Marítimo 		2 (0:0) 1 	Beira-Mar
22.lis 2006.  	Benfica 		3 (1:1) 1 	Estrela da Amadora
22.lis 2006.  	Sporting 		1 (1:0) 1 	FC Porto
23.lis 2006.  	Naval 			1 (0:1) 1 	Sp. Braga
```

### 8. kolo
```
27.lis 2006.    Beira-Mar 	          3 (1:0) 3     Sporting
28.lis 2006.  	U. Leiria 	     2 (1:0) 0 	Académica de Coimbra
28.lis 2006.  	FC Porto 	     3 (2:0) 2 	Benfica
29.lis 2006.  	Aves    	     0 (0:0) 1 	Belenenses
29.lis 2006.  	Nacional 	     1 (1:1) 1 	Naval
29.lis 2006.  	Estrela Amadora      1 (0:0) 0 	Vitória Setúbal
29.lis 2006.  	Sporting Braga 	     1 (0:2) 4 	Marítimo
30.lis 2006.  	Paços de Ferreira    2 (1:0) 0 	Boavista
```

### 9. kolo
```
03.stu 2006.   Belenenses           0 (0:1) 1 	U. Leiria
04.stu 2006.   Boavista             2 (0:1) 1 	   Aves     
05.stu 2006.   Académica de Coimbra 2 (0:0) 0      Estrela da Amadora
05.stu 2006.   Nacional             5 (3:0) 1 	   Ferreira
05.stu 2006.   Naval                0 (0:0) 1 	   Marítimo 
05.stu 2006.   Benfica              3 (0:0) 0 	   Beira-Mar
06.stu 2006.   Sporting             3 (2:0) 0 	   Sp. Braga 
06.stu 2006.   Vitória Setúbal      0 (0:2) 3 	   Porto
```

### 10. kolo
```
17.stu 2006.   Beira-Mar            1 (0:0) 1 	Vitória Setúbal
18.stu 2006.   Porto                2 (0:0) 1 	   Académica de Coimbra     
18.stu 2006.   Sporting Braga       3 (2:1) 1      Benfica 
19.stu 2006.   Aves                 3 (1:1) 1 	   Nacional
19.stu 2006.   Ferreira             1 (1:0) 1 	   Naval 
19.stu 2006.   Marítimo             0 (0:0) 1 	   Sporting 
19.stu 2006.   U. Leiria            0 (0:0) 0 	   Boavista  
20.stu 2006.   Estrela da Amadora   1 (1:0) 0 	   Belenenses
```

### 11. kolo
```
24.stu 2006.   Boavista             1 (0:1) 1     Estrela da Amadora 
25.stu 2006.   Benfica              2 (1:1) 1     Marítimo
26.stu 2006.   Nacional             2 (1:0) 1     U. Leiria
26.stu 2006.   Paços de Ferreira    2 (1:0) 0     Aves
26.stu 2006.   Académica de Coimbra 3 (1:1) 1     Beira-Mar
26.stu 2006.   Belenenses           0 (0:1) 1     Porto    
26.stu 2006.   Naval                0 (0:0) 1     Sporting 
27.stu 2006.   Vitória Setúbal      1 (0:1) 2     Sporting Braga
```

### 12. kolo
```
01.pro 2006.   Sporting             0 (0:2) 2     Benfica
02.pro 2006.   Beira-Mar            1 (0:2) 2     Belenenses
02.pro 2006.   Porto                2 (0:0) 0     Boavista
03.pro 2006.   Aves                 2 (0:0) 0     Naval
03.pro 2006.   U. Leiria            0 (0:0) 0     Paços de Ferreira
03.pro 2006.   Estrela da Amadora   2 (0:0) 0     Nacional
03.pro 2006.   Sporting Braga       4 (2:2) 2     Académica de Coimbra
04.pro 2006.   Marítimo             1 (0:0) 0     Vitória Setúbal
```

### 13. kolo
```
08.pro 2006.   Belenenses           2 (1:0) 0     Sporting Braga
09.pro 2006.   Boavista             3 (2:0) 0     Beira-Mar
09.pro 2006.   Vitória Setúbal      0 (0:2) 3     Sporting
10.pro 2006.   Aves                 0 (0:0) 1     U. Leiria
10.pro 2006.   Paços de Ferreira    1 (1:1) 1     Estrela da Amadora
10.pro 2006.   Académica de Coimbra 1 (0:1) 2     Marítimo
10.pro 2006.   Naval                0 (0:0) 0     Benfica
11.pro 2006.   Nacional             1 (1:0) 2     Porto
```

### 14. kolo
```
15.pro 2006.   Marítimo             1 (0:2) 4     Belenenses    
16.pro 2006.   Benfica              3 (1:0) 0     Vítoria Setúbal
16.pro 2006.   Sporting             1 (1:0) 0     Académica de Coimbra
17.pro 2006.   Naval                2 (0:1) 1     U. Leiria           
17.pro 2006.   Beira-Mar            1 (0:0) 1     Nacional            
17.pro 2006.   Estrela da Amadora   1 (1:0) 0     Aves                
17.pro 2006.   Porto                4 (2:0) 0     Paços da Ferreira
18.pro 2006.   Sporting Braga       2 (2:1) 2     Boavista             
```

21. siječnja se igra nadoknada zaostale utakmice 1. kola, a onda slijedi stanka do 14. siječnja 2007.

### 15. kolo
```
12.sij 2007.   Boavista             1 (1:1) 1     Marítimo    
13.sij 2007.   Nacional             0 (0:0) 0     Sporting Braga 
13.sij 2007.   Belenenses           0 (0:0) 0     Sporting            
14.sij 2007.   Vítoria Setubal      0 (0:1) 3     Naval               
14.sij 2007.   U. Leiria            0 (0:0) 0     Estrela da Amadora  
14.sij 2007.   Paços da Ferreira    1 (0:0) 0     Beira-Mar 
14.sij 2007.   Aves                 0 (0:1) 2     Porto
15.sij 2007.   Académica de Coimbra 0 (0:1) 1     Benfica             
```

### 16. kolo
```
26.sij 2007.   U. Leiria            1 (0:0) 0     Porto    
27.sij 2007.   Paços da Ferreira    3 (1:0) 2     Sporting Braga 
27.sij 2007.   Belenenses           1 (0:2) 2     Benfica            
28.sij 2007.   Aves                 0 (0:0) 0     Beira-Mar           
28.sij 2007.   Estrela da Amadora   0 (0:0) 0     Naval  
28.sij 2007.   Académica de Coimbra 0 (0:0) 1     Vitoria Sétubal
28.sij 2007.   Boavista             1 (0:0) 1     Sporting
15.sij 2007.   Nacional             3 (2:0) 2     Marítimo
```

Na ljestvici strijelaca, vode Helder Postiga (Porto) s 9 pogodaka, Linz (Boavista) i Ricardo Andrade Quaresma (Porto) po 7, Ze Pedro (Belenenses), Sabrosa Simao (Benfica) i Liedson (Sporting) po 6, itd.

### 17. kolo
```
02.vlj 2007.   Benfica              0 (0:0) 0     Boavista 
03.vlj 2007.   Porto                0 (0:0) 1     Estrela da Amadora
03.vlj 2007.   Sporting             5 (0:1) 1     Nacional           
04.vlj 2007.   Naval                0 (0:0) 1     Académica de Coimbra 
04.vlj 2007.   Vitoria Sétubal      0 (0:1) 1     Belenenses          
04.vlj 2007.   Marítimo             1 (0:0) 1     Paços da Ferreira
04.vlj 2007.   Beira-Mar            1 (1:0) 0     U. Leiria
04.vlj 2007.   Sporting Braga       1 (0:0) 0     Aves
```

Na ljestvici najboljih strijelaca vodi Helder Postiga (Porto) s 9 pogodaka, slijede Linz (Boavista), Quaresma (Porto) i Liedson (Sporting) sa 7, slijede sa 6 pogodaka Ze Pedro (Belenenses) i Sabrosa Simao (Benfica) te ostali.

### 18. kolo
```
16.vlj 2007.   Porto                4 (2:0) 0     Naval    
17.vlj 2007.   Boavista             1 (0:0) 1     Vitoria Sétubal
17.vlj 2007.   Paços da Ferreira    1 (0:0) 1     Sporting Lisabon   
18.vlj 2007.   Aves                 1 (1:1) 1     Marítimo 
18.vlj 2007.   Estrela da Amadora   2 (2:2) 2     Beira-Mar          
18.vlj 2007.   Nacional             0 (0:0) 2     Benfica
18.vlj 2007.   U. Leiria            1 (0:0) 0     Sporting Braga
19.vlj 2007.   Belenenses           1 (0:0) 2     Académica de Coimbra
```

Na ljestvici najboljih strijelaca vodi Helder Postiga (Porto) s 9 pogodaka, slijedi Liedson (Sporting) s 8, slijede Linz (Boavista) i Quaresma (Porto) sa 7, slijede sa 6 pogodaka Ze Pedro (Belenenses), Sabrosa Simao (Benfica) i Lucho Gonzalez (Porto) te ostali.

### 19. kolo
```
23.vlj 2007.   Sporting             0 (0:0) 0     Aves    
24.vlj 2007.   Académica de Coimbra 0 (0:2) 2     Boavista
24.vlj 2007.   Naval                2 (1:2) 3     Belenenses
25.vlj 2007.   Beira-Mar            0 (0:1) 5     Porto 
25.vlj 2007.   Vitoria Sétubal      1 (0:0) 1     Nacional          
26.vlj 2007.   Sporting Braga       2 (1:1) 1     Estrela da Amadora
26.vlj 2007.   Marítimo             2 (1:1) 1     U. Leiria
26.vlj 2007.   Benfica              3 (2:1) 1     Paços da Ferreira
```

Na ljestvici najboljih strijelaca vodi Helder Postiga (Porto) s 9 pogodaka, slijede Sabrosa Simao (Benfica) i Liedson (Sporting) s 8, slijede Linz (Boavista), Quaresma i Lucho Gonzalez (Porto) sa 7, slijede sa 6 pogodaka Ze Pedro (Belenenses) te ostali.

### 20. kolo
```
02.ožu 2007.   Paços da Ferreira    1 (1:0) 0     Vitoria Sétubal
03.ožu 2007.   Porto                1 (1:0) 0     Sporting Braga
03.ožu 2007.   Aves                 0 (0:0) 1     Benfica
04.ožu 2007.   Estrela da Amadora   1 (1:0) 0     Marítimo
04.ožu 2007.   Beira-Mar            1 (0:0) 3     Naval 
04.ožu 2007.   Nacional             4 (1:0) 0     Académica de Coimbra
04.ožu 2007.   U. Leiria            0 (0:0) 0     Sporting
05.ožu 2007.   Boavista             0 (0:0) 0     Belenenses
```

Na ljestvici najboljih strijelaca vodi Helder Postiga (Porto) s 9 pogodaka, slijede Sabrosa Simao (Benfica) i Liedson (Sporting) s 8, slijede Linz (Boavista), Quaresma i Lucho Gonzalez (Porto), Nei (Naval) sa 7, slijede sa 6 pogodaka Ze Pedro (Belenenses) i Nuno Gomes (Benfica) te ostali.

### 21. kolo
```
09.ožu 2007.   Naval                1 (1:1) 1     Boavista
10.ožu 2007.   Belenenses           2 (2:0) 0     Nacional
10.ožu 2007.   Sporting             3 (1:0) 1     Estrela da Amadora
11.ožu 2007.   Académica da Coimbra 0 (0:1) 2     Paços de Ferreira
11.ožu 2007.   Vitoria Sétubal      1 (1:1) 1     Aves
11.ožu 2007.   Maritimo             1 (0:2) 2     Porto
11.ožu 2007.   Sporting Braga       0 (0:0) 0     Beira-Mar
12.ožu 2007.   Benfica              2 (1:0) 0     U. Leiria
```

Na ljestvici najboljih strijelaca vodi Helder Postiga (Porto) i Sabrosa Simao (Benfica) s 9 pogodaka, Liedson (Sporting) 8, slijede Linz (Boavista), Quaresma i Lucho Gonzalez (Porto), Nei (Naval) sa 7, slijede sa 6 pogodaka Ze Pedro (Belenenses) i Nuno Gomes (Benfica) te ostali.

### 22. kolo
```
16.ožu 2007.   Nacional             2 (2:0) 0     Boavista
17.ožu 2007.   Porto                0 (0:0) 1     Sporting
18.ožu 2007.   Paços de Ferreira    0 (0:1) 2     Belenenses
18.ožu 2007.   Beira-Mar            2 (1:0) 2     Marítimo
18.ožu 2007.   U. Leiria            1 (0:0) 1     Vitoria Sétubal
18.ožu 2007.   Aves                 2 (0:1) 2     Académica da Coimbra
19.ožu 2007.   Estrela da Amadora   0 (0:0) 1     Benfica
20.ožu 2007.   Sporting Braga       2 (1:0) 1     Naval
```

Na ljestvici najboljih strijelaca vodi Helder Postiga (Porto) i Sabrosa Simao (Benfica) s 9 pogodaka, Liedson (Sporting) i Nei (Naval) s 8, slijede Linz (Boavista), Quaresma i Lucho Gonzalez (Porto) sa 7, slijede sa 6 pogodaka Ze Pedro i Dady (Belenenses), Nuno Gomes (Benfica), Mbesuma i Lipatin (Marítimo) te ostali.

### 23. kolo
```
31.ožu 2007.   Belenenses           1 (1:0) 0     Aves    
31.ožu 2007.   Boavista             3 (1:0) 1     Paços de Ferreira
01.tra 2007.   Naval                0 (0:0) 0     Nacional  
01.tra 2007.   Benfica              1 (0:1) 1     Porto   
01.tra 2007.   Marítimo             1 (1:1) 2     Sporting Braga 
01.tra 2007.   Académica da Coimbra 0 (0:0) 0     U. Leiria
01.tra 2007.   Vitoria Sétubal      2 (1:0) 0     Estrela da Amadora
02.tra 2007.   Sporting             2 (2:0) 0     Beira-Mar
```

Na ljestvici najboljih strijelaca vodi Helder Postiga (Porto),  Sabrosa Simao (Benfica), Liedson (Sporting) i Linz (Boavista) s 9 pogodaka, Nei (Naval) s 8, slijede Quaresma i Lucho Gonzalez (Porto) i Dady (Belenenses) sa 7, slijede sa 6 pogodaka Ze Pedro (Belenenses), Nuno Gomes (Benfica), Mbesuma i Lipatin (Marítimo), Wender (Sporting Braga) te ostali.

### 24. kolo
```
06.tra 2007.   Porto                5 (4:0) 1     Vitoria Sétubal    
07.tra 2007.   Aves                 1 (0:0) 0     Boavista
07.tra 2007.   Estrela da Amadora   3 (2:1) 3     Académica da Coimbra
07.tra 2007.   U. Leiria            0 (0:0) 1     Belenenses
07.tra 2007.   Paços de Ferreira    2 (0:1) 1     Nacional
07.tra 2007.   Sporting Braga       0 (0:0) 1     Sporting 
07.tra 2007.   Marítimo             1 (1:0) 1     Naval
09.tra 2007.   Beira-Mar            2 (1:0) 2     Benfica 
```

Na ljestvici najboljih strijelaca vodi Helder Postiga (Porto),  Sabrosa Simao (Benfica) s 10 pogodaka, Linz (Boavista) i Liedson (Sporting) s 9 pogodaka, Nei (Naval) i Dady (Belenenses) s 8, slijede Quaresma, Lucho Gonzalez, A.V.Louzada (Porto) po 7, sa 6 pogodaka Ze Pedro (Belenenses), Nuno Gomes (Benfica), Mbesuma i Lipatin (Marítimo), Wender (Sporting Braga) te ostali.

### 25. kolo
```
13.tra 2007.   Sporting             4 (2:0) 0     Marítimo    
14.tra 2007.   Académica da Coimbra 1 (0:1) 2     Porto   
14.tra 2007.   Belenenses           3 (3:0) 0     Estrela da Amadora
15.tra 2007.   Naval                1 (1:0) 1     Paços de Ferreira
15.tra 2007.   Vitoria Sétubal      1 (1:0) 3     Beira-Mar
15.tra 2007.   Nacional             3 (1:0) 4     Aves
15.tra 2007.   Boavista             1 (0:0) 1     U. Leiria
16.tra 2007.   Benfica              0 (0:0) 0     Sporting Braga
```

Na ljestvici najboljih strijelaca vodi Helder Postiga (Porto),  Sabrosa Simao (Benfica) i Liedson (Sporting) s 10 pogodaka, Linz (Boavista), Dady (Belenenses) s 9 pogodaka, Nei (Naval) i A.V.Louzada (Porto) s 8, slijede Quaresma, Lucho Gonzalez (Porto) po 7, sa 6 pogodaka Ze Pedro (Belenenses), Nuno Gomes (Benfica), Mbesuma i Lipatin (Marítimo), Wender (Sporting Braga) te ostali.

### 26. kolo
```
20.tra 2007.   Estrela da Amadora   2 (0:0) 1     Boavista
21.tra 2007.   Marítimo             0 (0:0) 3     Benfica 
22.tra 2007.   Porto                3 (2:0) 1     Belenenses
22.tra 2007.   Sporting             4 (2:0) 0     Naval
22.tra 2007.   Aves                 0 (0:0) 1     Paços de Ferreira
22.tra 2007.   U. Leiria            1 (0:0) 0     Nacional
23.tra 2007.   Sporting Braga       0 (0:0) 0     Vitoria Sétubal
23.tra 2007.   Beira-Mar            0 (0:0) 1     Académica da Coimbra
```

Na ljestvici najboljih strijelaca vode Helder Postiga (Porto), Sabrosa Simao (Benfica) i Liedson (Sporting) s 10 pogodaka, Linz (Boavista), Dady (Belenenses), A.V.Louzada (Porto) s 9 pogodaka, Nei (Naval) i Lucho Gonzalez (Porto) po 8, slijedi Quaresma (Porto) i Nani (Sporting) po 7, sa 6 pogodaka Ze Pedro (Belenenses), Nuno Gomes i Miccoli (Benfica), Mbesuma i Lipatin (Marítimo), Wender (Sporting Braga) te ostali.

### 27. kolo
```
27.tra 2007.   Paços de Ferreira    0 (0:0) 0     U. Leiria
28.tra 2007.   Boavista             2 (1:0) 1     Porto   
28.tra 2007.   Belenenses           2 (1:0) 0     Beira-Mar 
29.tra 2007.   Naval                0 (0:0) 1     Aves
29.tra 2007.   Nacional             1 (0:0) 0     Estrela da Amadora
29.tra 2007.   Vitoria Sétubal      1 (0:0) 1     Marítimo
29.tra 2007.   Benfica              1 (1:1) 1     Sporting 
30.tra 2007.   Académica da Coimbra 0 (0:0) 1     Sporting Braga
```

Na ljestvici najboljih strijelaca vodi Liedson(Sporting) s 11 pogodaka, Helder Postiga (Porto),  Sabrosa Simao (Benfica), Dady(Belenenses) s 10 pogodaka, Linz (Boavista), A.V.Louzada i Lucho Gonzalez (Porto) s 9 pogodaka, Miccoli (Benfica) i Nei (Naval) po 8, slijedi Quaresma (Porto), Lipatin (Marítimo) i Nani (Sporting) po 7, sa 6 pogodaka Ze Pedro (Belenenses), Nuno Gomes (Benfica), Mbesuma (Marítimo), Wender (Sporting Braga) te ostali. 

### 28. kolo
```
04.svi 2007.   Beira-Mar            1 (0:0) 0     Boavista
05.svi 2007.   Marítimo             0 (0:0) 0     Académica da Coimbra
05.svi 2007.   Benfica              2 (1:0) 1     Naval
05.svi 2007.   Porto                2 (0:0) 0     Nacional
06.svi 2007.   Estrela da Amadora   1 (0:0) 0     Paços de Ferreira
06.svi 2007.   Sporting Braga       2 (1:0) 1     Belenenses
06.svi 2007.   U. Leiria            3 (1:1) 1     Aves
06.svi 2007.   Sporting             3 (2:0) 1     Vitoria Sétubal
```

Na ljestvici najboljih strijelaca vodi Liedson(Sporting) s 13 pogodaka,  Dady(Belenenses) s 11 pogodaka, Helder Postiga (Porto), Sabrosa Simao (Benfica) s 10 pogodaka, Linz (Boavista), A.V.Louzada i Lucho Gonzalez (Porto), Miccoli (Benfica) s 9 pogodaka, Nei (Naval) po 8, slijedi Quaresma (Porto), Lipatin (Marítimo), Nani (Sporting) po 7, sa 6 pogodaka Ze Pedro (Belenenses), Nuno Gomes (Benfica), Mbesuma (Marítimo), Wender i Da Silva Ze Carlos (Sporting Braga), Slusarski (U. Leiria),  te ostali.

### 29. kolo
```
12.svi 2007.   Belenenses           2 (1:0) 0     Marítimo
12.svi 2007.   Boavista             0 (0:1) 1     Sporting Braga
13.svi 2007.   Aves                 0 (0:1) 1     Estrela da Amadora
13.svi 2007.   U. Leiria            2 (1:2) 2     Naval
13.svi 2007.   Vitoria Sétubal      0 (0:0) 1     Benfica
13.svi 2007.   Paços de Ferreira    1 (1:0) 1     Porto
13.svi 2007.   Académica da Coimbra 0 (0:1) 2     Sporting
13.svi 2007.   Nacional             3 (3:0) 0     Beira-Mar
```

Na ljestvici najboljih strijelaca vodi Liedson(Sporting) s 14 pogodaka,  Dady(Belenenses) s 12 pogodaka, A.V.Louzada i Helder Postiga (Porto), Miccoli, Sabrosa Simao (Benfica) s 10 pogodaka, Linz (Boavista), Lucho Gonzalez (Porto) i Nei (Naval) s 9 pogodaka, slijedi Quaresma (Porto), Lipatin (Marítimo), Nani (Sporting), Wender (Sporting Braga) po 7, sa 6 pogodaka Ze Pedro (Belenenses), Nuno Gomes (Benfica), Mbesuma (Marítimo), Da Silva Ze Carlos (Sporting Braga), Slusarski (U. Leiria), Katsouranis (Benfica) te ostali.
Vodi "Porto" sa 66 bodova, slijede "Sporting" sa 65 i "Benfica" sa 64. Ova tri kluba su u igri za prvaka. Na 4. mjestu su "Belenenses" i "Sporting" iz Brage s 49. Ova dva su u igri za europske kupove. Slijede "Paços de Ferreira" s 41, "Uniao" iz Leirie s 40, "Nacional" s 38, "Estrela da Amadora" s 34, zatim "Boavista", "Naval" i "Marítimo" po 32 boda. "Académica da Coimbra" ima 26, a u zoni ispadanja su "Aves" i "Beira-Mar" s 22 boda i "Vitoria" iz Sétubala s 21 bodom.
U zadnjem kolu, "Portu" pobjeda treba za osigurati naslov prvaka, a njegovu protivniku, "Avesu" pobjeda treba za osigurati opstanak u 1. ligi. Neriješenim ishodom postaje prvak, ako "Sporting" i "Benfica" odigraju neriješeno ili čak izgube. Porazom se "Porto" mogao dovesti u mogućnost da ostane čak i bez izravnog nastupa u Ligu prvaka (faza po skupinama), odnosno morao bi igrati kvalifikacije, igrajući 3. predkolo (u slučaju da pobijede "Sporting" i "Benfica").

"Sporting" je postajao prvakom u slučaju "Portova" poraza, a u slučaju svoje pobjede. Neriješeni ishod u slučaju "Portova" poraza donosio mu je...... Porazom je ispadao iz kombinacija.

"Benfica" je postajala prvakom u slučaju "Portova" i "Sportingova" poraza ili neriješenog, a u slučaju svoje pobjede. Neriješenim ishodom i porazom je ispadala iz kombinacija za naslov prvaka. 

U igri za ispadanje iz lige su tri momčadi "Beira-Mar" i "Aves" s 22 boda te "Vitoria" iz Sétubala s 21 bodom.

### 30. kolo
```
19.svi 2007.   Marítimo             1 (0:1) 2     Boavista
20.svi 2007.   Porto                4 (1:1) 1     Aves
20.svi 2007.   Sporting             4 (2:0) 0     Belenenses
20.svi 2007.   Benfica              2 (1:0) 0     Académica da Coimbra
20.svi 2007.   Estrela da Amadora   1 (0:0) 1     U. Leiria
20.svi 2007.   Beira-Mar            1 (0:1) 1     Paços de Ferreira
20.svi 2007.   Sporting Braga       1 (1:1) 1     Nacional
20.svi 2007.   Naval                1 (1:2) 2     Vitoria Sétubal
```

"Porto" je prvak s osvojenih 69 bodova, drugi je "Sporting" sa 68 bodova. Oba idu u Ligu prvaka. Treća je "Benfica" sa 67 bodova, ona ide u Kup UEFA. "Sporting" iz Brage ima 50 bodova (ide u Kup UEFA), "Belenenses" ima 49 (ide u Intertoto kup), "Paços de Ferreira" ima 42 itd.

Iz lige ispadaju "Beira-Mar" s 23 boda i "Aves" s 22 boda.
Najbolji strijelac sezone je bio Liedson (Sporting) s 15 pogodaka. Slijede Dady(Belenenses) s 12 pogodaka, A.V.Louzada (Porto) s 11, Helder Postiga (Porto), Miccoli, Sabrosa Simao (Benfica), Linz (Boavista) s 10 pogodaka, Lucho Gonzalez (Porto) i Nei (Naval) s 9 pogodaka, Wender (Sporting Braga) s 8, slijede Quaresma (Porto), Lipatin (Marítimo), Nani (Sporting) i Slusarski (U. Leiria) po 7, sa 6 pogodaka Ze Pedro (Belenenses), Nuno Gomes i Katsouranis (Benfica), Mbesuma (Marítimo), Da Silva Ze Carlos (Sporting Braga), Alecsandro (Sporting) te ostali.

## Konačna ljestvica
| Mj. | Klub                | Ut | Pb | N   | Pu | Pos | Pri | RP  | Bod |
| --- | ------------------- | -- | -- | --- | -- | --- | --- | --- | --- |
| 1.  | FC Porto (prvak)    | 30 | 22 | 03  | 05 | 65  | 20  | +45 | 69  |
| 2.  | Sporting Lisbon     | 30 | 20 | 08  | 02 | 54  | 15  | +39 | 68  |
| 3.  | Benfica             | 30 | 20 | 07  | 03 | 55  | 20  | +35 | 67  |
| 4.  | Sporting Braga      | 30 | 14 | 08  | 8  | 35  | 30  | +5  | 50  |
| 5.  | Belenenses          | 30 | 15 | 04  | 11 | 36  | 29  | +7  | 49  |
| 6.  | Paços de Ferreira   | 30 | 10 | 12  | 08 | 31  | 36  | -5  | 42  |
| 7.  | União de Leiria     | 30 | 10 | 11  | 09 | 25  | 27  | -2  | 41  |
| 8.  | Nacional            | 30 | 11 | 06  | 13 | 41  | 38  | -3  | 39  |
| 9.  | Boavista            | 30 | 8  | 011 | 11 | 32  | 34  | -2  | 35  |
| 10. | Estrela da Amadora  | 30 | 9  | 08  | 13 | 23  | 36  | -13 | 35  |
| 11. | Naval               | 30 | 7  | 011 | 12 | 28  | 37  | -9  | 32  |
| 12. | Marítimo            | 30 | 8  | 08  | 14 | 30  | 44  | -14 | 32  |
| 13. | Académica           | 30 | 6  | 08  | 16 | 28  | 46  | -18 | 26  |
| 14. | Vitória de Setúbal  | 30 | 05 | 9   | 16 | 21  | 45  | -24 | 24  |
| 15. | Beira-Mar           | 30 | 04 | 11  | 15 | 28  | 55  | -27 | 23  |
| 16. | Desportivo das Aves | 30 | 05 | 7   | 18 | 22  | 42  | -20 | 22  |

| (prvak) | prvaci lige betandwin.com 2006/07.                  |
|         | kvalificirali se za Ligu prvaka (fazu po skupinama) |
|         | kvalificirali se za Ligu prvaka (predkolo)          |
|         | kvalificirali se za Kup UEFA                        |
|         | ispali u Ligu de Honru                              |

Ut = odigrano utakmica; Pb = pobjedâ; N = neriješenih; Pz = porazâ; Pos = postignuto pogodaka; Pri = primljeno pogodaka; RP = razlika pogodaka; Bod = bodova

## Najbolji strijelci
| Pol. | Igrač            | Državljanstvo | Klub       | Pogodaka |
| ---- | ---------------- | ------------- | ---------- | -------- |
| 1    | Simão Sabrosa    | Portugal      | Benfica    | 10       |
| 2    | Hélder Postiga   | Portugal      | Porto      | 9        |
| 3    | José Pedro       | Portugal      | Belenenses | 8        |
| 4    | Nei              | Brazil        | Naval      | 8        |
| 5    | Liedson          | Brazil        | Sporting   | 8        |
| 6    | Lucho González   | Argentina     | FC Porto   | 7        |
| 7    | Roland Linz      | Austrija      | Boavista   | 7        |
| 8    | Ricardo Quaresma | Portugal      | FC Porto   | 6        |
| 9    | Collins Mbesuma  | Zambija       | Marítimo   | 6        |
| 10   | Nuno Gomes       | Portugal      | Benfica    | 6        |